# Vì sao vụt sáng
Vì sao vụt sáng (tên gốc tiếng Anh: A Star Is Born) là phim điện ảnh âm nhạc chính kịch lãng mạn của Mỹ năm 2018 do Bradley Cooper chịu trách nhiệm đạo diễn và sản xuất, dựa theo phần kịch bản do chính Cooper cùng với Eric Roth và Will Fetters thực hiện. Đây là bộ phim làm lại từ phim điện ảnh A Star Is Born ra mắt năm 1937, với sự tham gia diễn xuất của Cooper, Lady Gaga, Andrew Dice Clay, Dave Chappelle, và Sam Elliott, xoay quanh câu chuyện về một nhạc sĩ nghiện rượu đã tìm ra và đem lòng yêu một cô ca sĩ trẻ. Đây là lần thứ ba bộ phim gốc năm 1937 được thực hiện lại tại Mỹ, theo sau hai tác phẩm năm 1954 và 1976.
Các cuộc đàm phán cho phiên bản làm lại của A Star Is Born bắt đầu từ năm 2011 khi Clint Eastwood được mời làm đạo diễn của phim và Beyoncé được nhắm cho vai nữ chính. Dự án gặp bế tắc phát triển trong vài năm với nhiều diễn viên nam được nhắm cho vai nam chính, bao gồm Christian Bale, Leonardo DiCaprio, Will Smith và Tom Cruise. Tháng 3 năm 2016, Cooper ký hợp đồng tham gia đạo diễn kiêm diễn xuất trong phim, và Lady Gaga xác nhận tham gia dàn diễn viên vào tháng 6 năm 2016. Quá trình quay phim chính bắt đầu diễn ra tại Lễ hội Coachella vào tháng 4 năm 2017.
Vì sao vụt sáng ra mắt công chúng tại Liên hoan phim quốc tế Venice lần thứ 75 vào ngày 31 tháng 8 năm 2018, và được hãng Warner Bros. Pictures chính thức công chiếu tại các rạp ở Mỹ, Việt Nam cùng nhiều quốc gia khác vào ngày 5 tháng 10 năm 2018. Phim nhận được nhiều ý kiến đánh giá tích cực từ giới chuyên môn, đặc biệt cho phần diễn xuất của Cooper và Gaga, chỉ đạo đạo diễn của Cooper, phần kịch bản, quay phim cũng như âm nhạc.

## Nội dung
Jackson "Jack" Maine, một ca sĩ nhạc rock đồng quê nổi tiếng nhưng lại mắc chứng nghiện rượu và ma túy, biểu diễn trong một buổi hòa nhạc. Hỗ trợ chính của anh ấy là Bobby, người quản lý và anh trai cùng cha khác mẹ của anh ấy. Sau một buổi biểu diễn, Jack muốn uống rượu nên đã ghé vào một quán bar cho người chuyển giới gần đó, nơi anh chứng kiến màn biểu diễn tưởng nhớ Edith Piaf của Ally, người làm phục vụ bàn và ca sĩ kiêm nhạc sĩ. Jack ngạc nhiên trước màn trình diễn của cô ấy, và họ dành cả đêm để nói chuyện với nhau, nơi Ally nói về những nỗ lực không thành công của cô ấy trong việc theo đuổi sự nghiệp âm nhạc chuyên nghiệp. Ally chia sẻ với Jack một số lời bài hát mà cô ấy đang viết, và anh ấy nói với cô ấy rằng cô ấy là một nhạc sĩ tài năng và nên biểu diễn tài liệu của riêng mình.
Jack mời Ally đến chương trình tiếp theo của anh ấy. Bất chấp sự từ chối ban đầu, cô vẫn tham dự và với sự khuyến khích của Jack, hát "Shallow" trên sân khấu cùng anh. Jack mời Ally đi lưu diễn với anh ta, và họ hình thành một mối quan hệ lãng mạn. Tại Arizona, Ally và Jack đến thăm trang trại nơi Jack lớn lên và nơi chôn cất cha anh, chỉ để biết rằng Bobby đã bán mảnh đất và nó được chuyển đổi thành một trang trại gió. Tức giận vì sự phản bội của anh ta, Jack đã đấm Bobby, người sau đó đã từ chức quản lý của anh ta. Trước khi làm như vậy, Bobby tiết lộ rằng anh đã thông báo cho Jack về việc mua bán, nhưng Jack quá say nên không nhận ra.
Trong khi đi lưu diễn, Ally gặp Rez, một nhà sản xuất thu âm, người đã đề nghị hợp đồng với cô. Mặc dù rõ ràng rất phiền, Jack vẫn ủng hộ quyết định của cô. Rez tập trung lại Ally để tránh xa nhạc đồng quê và hướng tới nhạc pop. Jack bỏ lỡ một trong những buổi biểu diễn của Ally sau khi anh ta say xỉn ở nơi công cộng; anh hồi phục tại nhà của người bạn thân nhất của mình là George "Noodles" Stone, và sau đó làm lành với Ally. Tại đây, anh cầu hôn Ally bằng một chiếc nhẫn tự chế được làm từ một vòng dây của dây đàn guitar, và họ đã kết hôn cùng ngày hôm đó tại một nhà thờ do một người họ hàng của Noodles phục vụ.
Trong buổi biểu diễn của Ally trên Saturday Night Live, Bobby đã làm hòa với Jack. Sau đó, Ally và một Jack say xỉn có một cuộc chiến về thành công nghệ thuật ngày càng tăng của Ally. Jack say sưa chỉ trích hình ảnh và âm nhạc mới của Ally. Thành công của cô ấy dường như vượt xa sự suy giảm mức độ nổi tiếng gần đây của chính anh ấy. Để so sánh, Ally được đề cử ba giải Grammy. Tại lễ trao giải Grammy, một Jack rõ ràng say sưa biểu diễn để tưởng nhớ Roy Orbison và sau đó vào buổi tối, Ally đã giành được giải Nghệ sĩ mới xuất sắc nhất. Khi cô ấy bước lên sân khấu để nhận giải thưởng của mình, Jack vẫn còn say xỉn đi lại phía cô ấy, nơi anh ấy công khai tự làm và ngất đi. Cha của Ally, Lorenzo, mắng mỏ Jack nửa tỉnh nửa mê, trong khi Ally cố gắng giúp Jack tỉnh táo. Jack tham gia một chương trình phục hồi chức năng ngay sau đó. Trong khi hồi phục trong trại cai nghiện khoảng hai tháng, Jack tiết lộ với người tư vấn rằng anh đã cố gắng tự tử bằng cách treo cổ năm 13 tuổi. Anh ấy cũng nói rằng anh ấy có vấn đề về thính giác do chứng ù tai, tình trạng ngày càng trầm trọng hơn.
Jack khóc xin lỗi Ally vì hành vi của mình. Khi trở về nhà, Jack thừa nhận với Bobby rằng đó là anh mà anh thần tượng chứ không phải cha của họ. Ally yêu cầu Rez đưa Jack đi biểu diễn trong chuyến lưu diễn châu Âu của cô ấy, và Rez từ chối, khiến Ally hủy bỏ phần còn lại của chuyến lưu diễn để cô ấy có thể chăm sóc cho Jack. Sau đó, Rez đến nhà của họ để chờ Ally; Trong khi chờ đợi, Rez đối mặt với Jack và buộc tội anh ta gần như hủy hoại sự nghiệp của Ally và nói rằng Jack chắc chắn sẽ tái nghiện một lần nữa. Tối hôm đó, Ally nói dối Jack và nói với anh rằng hãng thu âm của cô đã hủy chuyến lưu diễn để cô có thể tập trung vào album thứ hai. Jack hứa rằng anh ấy sẽ đến buổi hòa nhạc của cô ấy vào đêm đó, nhưng sau khi Ally rời đi, anh ấy đã treo cổ tự vẫn trong nhà để xe của họ. Ally, đau buồn và bất an sau khi Jack tự sát, được Bobby đến thăm, người nói với cô rằng vụ tự tử là lỗi của Jack chứ không phải của cô. Những cảnh kết thúc tiết lộ một đoạn hồi tưởng của Jack khi làm một bài hát về tình yêu của anh ấy dành cho Ally, bài hát mà anh ấy chưa bao giờ viết xong. Ally hát bài hát này như một lời tri ân dành cho Jack, lần đầu tiên cô giới thiệu mình với cái tên Ally Maine. Bộ phim kết thúc với cảnh Ally nhìn lên thiên đường.

## Diễn viên
- Bradley Cooper vai Jackson Maine
- Lady Gaga vai Ally
- Sam Elliott vai Bobby Maine
- Dave Chappelle vai George "Noodles" Stone
- Andrew Dice Clay vai Lorenzo
- Anthony Ramos vai Ramon
- Michael Harney vai Wolfie
- Rafi Gavron vai Rez

Ngoài ra, Rebecca Field xuất hiện trong vai Gail, Shangela Laquifa Wadley trong vai chủ quán bar cho người chuyển giới, Willam Belli trong vai Emerald, Greg Grunberg trong vai Phil, tài xế của Jackson, và Ron Rifkin trong vai Carl. Lukas Nelson & Promise of the Real xuất hiện với vai trò là ban nhạc của Jackson, và Luenell vào vai người thu ngân. Marlon Williams, Brandi Carlile, Halsey, Alec Baldwin và Don Roy King đều tham gia bộ phim với các vai diễn khách mời.

## Sản xuất

### Phát triển
Tháng Giêng năm 2011, Clint Eastwood bước vào đàm phán để thực hiện một phiên bản thứ ba của A Star Is Born với Beyoncé trong vai chính; nhưng bị chậm trễ do Beyoncé mang thai. Tháng tư năm 2012,tin từ phóng viên Will Fetters cung cấp cho Collider rằng Kurt Cobain sẽ ảnh hưởng rất lớn tới kịch bản. Đàm phán với Leonardo DiCaprio, Will Smith, và Christian Bale đều thất bại, và đàm phán Tom Cruise vẫn chưa ngã ngũ. Ngày 9 tháng 10 năm 2012, Beyoncé rời dự án, Johnny Depp cũng từ chối tham gia, và Bradley Cooper được mời. Eastwood muốn Esperanza Spalding trong vai chính. Ngày 24 tháng 3 năm 2015, Warner Bros. công bố Cooper đã tiến gần đến quyết định lần đầu làm đạo diễn với bộ phim, và có thể sẽ diễn cùng Beyoncé, người được mời quay lại. Ngày 16 tháng 8 năm 2016, Lady Gaga chính thức nhận vai và dự án được bật đèn xanh đầu năm 2017.
Ngày 9 tháng 11 năm 2016, Ray Liotta đã đàm phán để nhận vai quản lý của Ally (nhân vật của Gaga), vai diễn cuối cùng về tay Sam Elliott ngày 17 tháng 3 năm 2017. Tháng 4 năm 2017, Rafi Gavron, Michael Harney và Rebecca Field tham gia phim và Dave Chappelle nhận vai trong tháng 5. Tháng 4 năm 2018, ca sỹ Halsey tham gia bộ phim.

### Quay phim
Quay phim bắt đầu ngày 17 tháng 4 năm 2017.

### Âm nhạc
Sau khi tham gia một buổi biểu diễn Lukas Nelson tại hội chợ Desert Trip, Cooper đã nhờ Nelson giúp đỡ thực hiện phần nhạc phim Nelson đồng ý và tham gia sáng tác một vài bài hát, và sau đó gửi tới các nhà sản xuất. Nelson sau đó gặp Lady Gaga và bắt đầu hợp tác viết nhạc với cô, và để cảm ơn, Lady Gaga cũng góp giọng bè trong hai bài hát thuộc album phòng thu lấy tên anh ra mắt năm 2017. Phần nhạc phim do Gaga và Cooper trình bày, được hãng Interscope Records phát hành vào ngày 5 tháng 10 năm 2018. Hãng thu âm cũng xác nhận album "gồm 19 bài hát theo nhiều phong cách âm nhạc khác nhau + 15 đoạn hội thoại sẽ đưa bạn đi trên cuộc hành trình phản chiếu những gì mà bạn đã thấy trên phim."

## Phát hành
Vì sao vụt sáng ra mắt công chúng tại Liên hoan phim quốc tế Venice lần thứ 75 vào ngày 31 tháng 8 năm 2018. Phim cũng được công chiếu tại Liên hoan phim quốc tế Toronto 2018, Liên hoan phim quốc tế San Sebastián, và Liên hoan phim Zurich trong tháng 9 năm 2018. Phim được hãng Warner Bros. Pictures chính thức công chiếu tại các rạp ở Mỹ, Việt Nam cùng nhiều quốc gia khác vào ngày 5 tháng 10 năm 2018, dù trước đó từng được dự kiến khởi chiếu vào ngày 28 tháng 9 năm 2018 và 18 tháng 5 năm 2018.

### Quảng bá
Trailer đầu tiên ra mắt ngày 6 tháng 6 năm 2018.